# Pradlisko

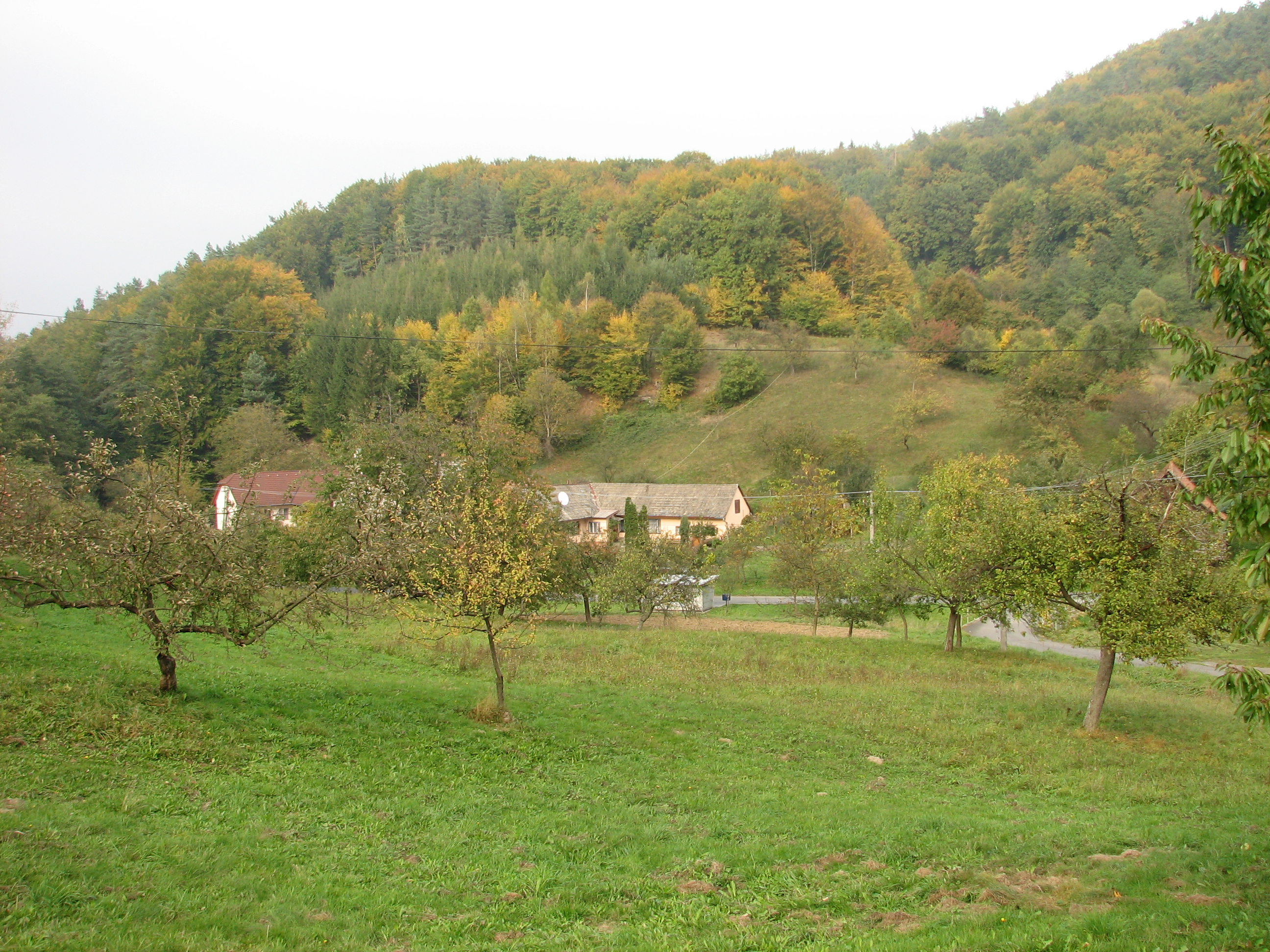
Oberes Ortsende

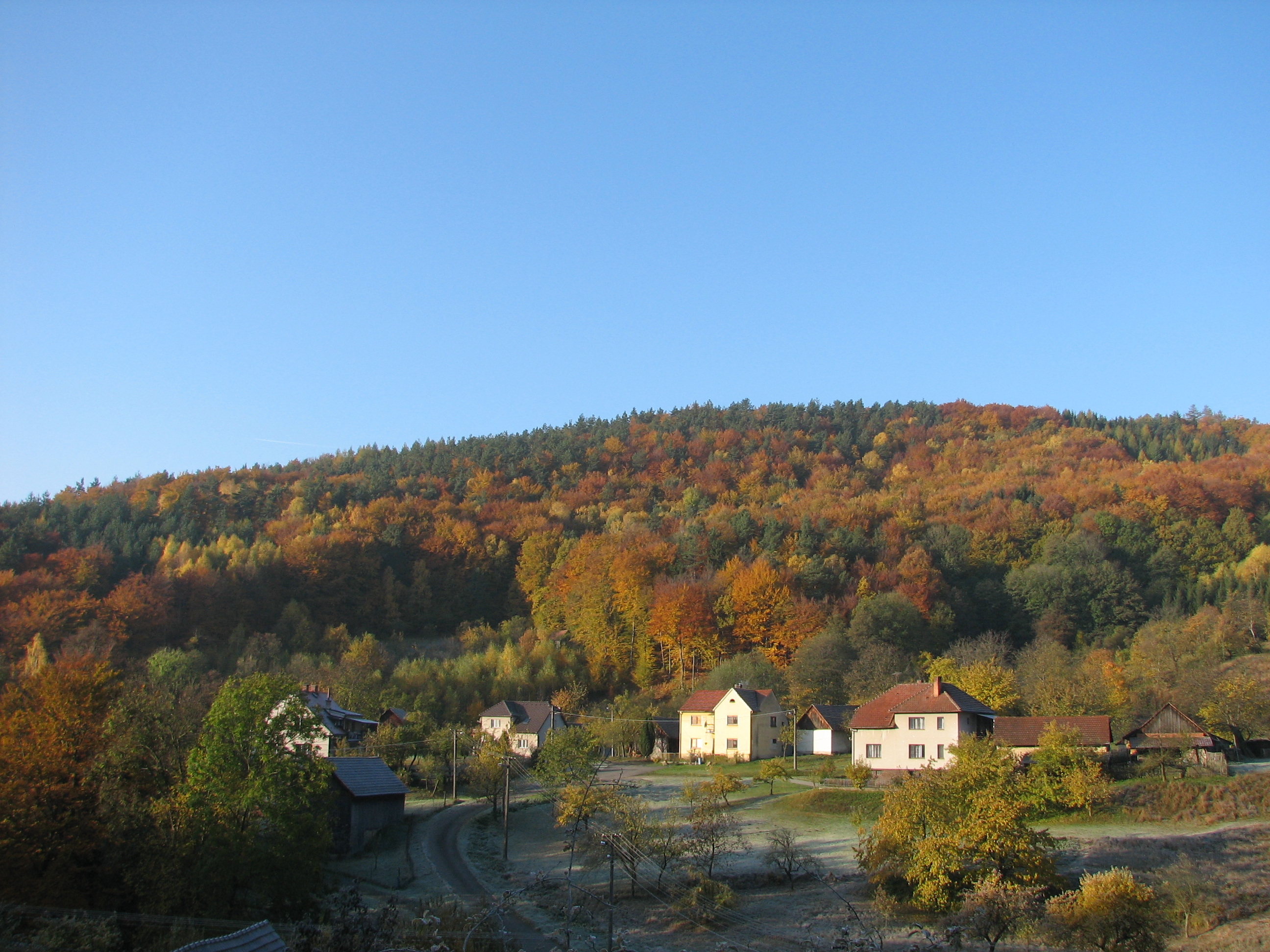
Ortsansicht

Pradlisko, bis 1961 Prádlisko, ist ein Ortsteil der Gemeinde Ludkovice in Tschechien. Er liegt fünf Kilometer nördlich von Luhačovice und gehört zum Okres Zlín.

## Geographie
Pradlisko befindet sich am Fuße des Komonetzkammes des Wisowitzer Berglandes im Tal des Baches Ludkovický potok. Nördlich erhebt sich der Čertův kámen (542 m), im Nordosten der Na Maleniskách (462 m) und die Brda (600 m), östlich der Větrník (432 m), im Südosten die Obětová (511 m) und Obora (386 m) sowie westlich die Kamenná (483 m) und der Oberský (483 m). Südlich des Dorfes liegt die Talsperre Ludkovice.
Nachbarorte sind Provodov im Norden, Malenisko und Paseky im Nordosten, Podhradí im Osten, Řetechov, Pozlovice und Pražská čtvrť im Südosten, Luhačovice, Horní Dvůr und Ludkovice im Süden, Na Lysé, Ve Stráních und Hřivínův Újezd im Südwesten, Krasnovy und Doubravy im Westen sowie Vrchy, Mlýny, Březůvky und Kopanice im Nordwesten.

## Geschichte
Die erste schriftliche Erwähnung über das zur Herrschaft Světlov gehörige Dorf Pradliska erfolgte im Jahre 1594, als Wenzel Tettauer von Tettau die Burg Nový Světlov mit allem Zubehör an Jan Jetřich von Kunovice verkaufte. Dieser überließ die Herrschaft vier Jahre später im Tausch gegen Mährisch Weißkirchen seiner Schwester Anna Marie und deren Mann Zdeněk Žampach von Potštejn. 1610 erwarb Hans Petřvaldský von Petřvald die Herrschaft Světlov, ihm folgte ab 1614 Franz Graf Serényi. Nach dessen Tode erbten 1621 dessen vier Söhne Michael, Emmerich, Paul und Gabriel gemeinschaftlich den väterlichen Besitz. Nach dem Tode ihrer älteren Brüder teilten Paul und Gabriel 1633 den Besitz. Paul erhielt die Güter Luhačovice, Pozlovice, Řetechov, Pradlisko, Provodov, Podhradí, Petrůvka, Žilín, Kladná und Přečkovice, aus denen er die neue Herrschaft Luhačovice bildete, während auf Gabriel der übrige Teil von Světlov sowie das Lehngut Vasilsko zufielen. Seit 1670 wurde der Ort als Pradlisko bezeichnet. Die Grundbücher werden seit 1782 geführt. Im Jahre 1834 lebten in den 26 Häusern des Dorfes 125 Personen. Bis zur Mitte des 19. Jahrhunderts blieb Pradlisko der Herrschaft Luhačovice untertänig.
Nach der Aufhebung der Patrimonialherrschaften bildete Pradlisko ab 1850 eine Ansiedlung der Gemeinde Řetěchov in der Bezirkshauptmannschaft und dem Gerichtsbezirk Uherský Brod. Ab 1872 wurde der Ort als Pradlísko bezeichne, und die Gemeinde trug bis 1924 die Bezeichnung Řetechov-Pradlísko. 1880 war das Dorf auf 35 Häuser angewachsen und hatte 159 Einwohner. Zwanzig Jahre später lebten in dem Ort 149 Personen und 1921 waren es 135. Im Jahre 1924 wurde der Ortsname in Prádlisko gewandelt. 1941 gründete sich die Freiwillige Feuerwehr, sie wurde 1951 aufgelöst und 1955 erneut gegründet. 1942 wurde der Ort elektrifiziert. Im Jahre 1958 wurde das Dorf aus der Pfarre Pozlovice herausgelöst und der Pfarre Provodov zugeordnet. Mit Beginn des Jahres 1961 wurde der Ort wieder Pradlisko genannt und zugleich dem Okres Gottwaldov zugeordnet, der nach der politischen Wende seit 1990 wieder den Namen Okres Zlín trägt. Als Teil der Gemeinde Řetechov wurde Pradlisko 1976 nach Luhačovice eingegliedert und 1980 schließlich nach Ludkovice umgemeindet. Bis 1977 wurde in Pradlisko eine Brennerei für Obstbrände betrieben. Die Straße von Ludkovice über Pradlisko nach Provodov wurde 2009 zum Schutz der Trinkwassertalsperre saniert.

## Sehenswürdigkeiten

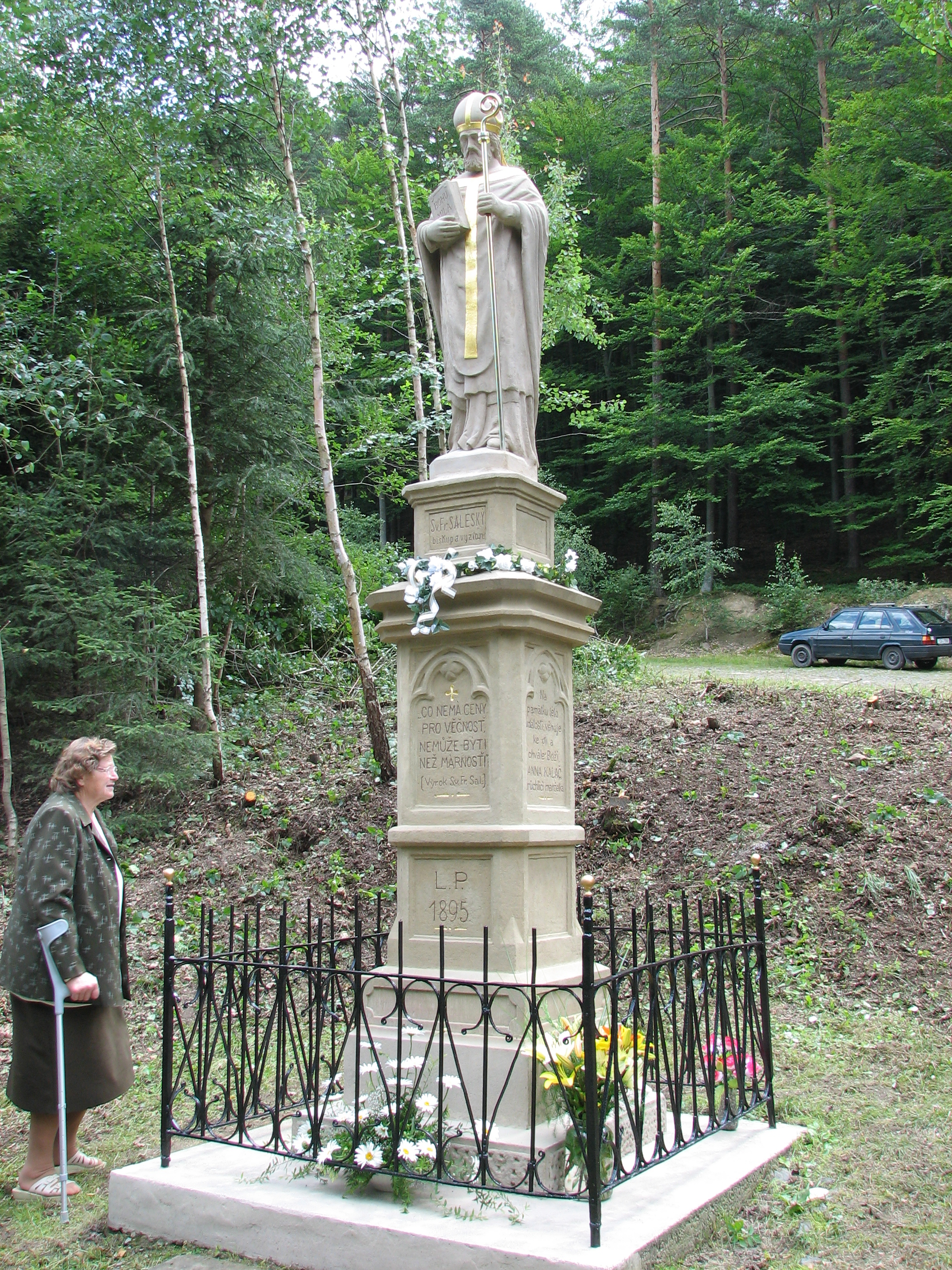
Statue des hl. Franz von Sales

- Sandsteinstatue des hl. Franz von Sales, errichtet 1895, einen Kilometer nördlich des Dorfes im Wald. Sie wurde durch die Witwe des Kaňovicer Bürgermeisters Kaláč, der an der Stelle am 29. Jänner 1895 im Alter von 26 Jahren bei einem Jagdunfall erschossen wurde, für 30.000 Gulden errichtet.
- Kreuz
- Schwefelhaltige Quelle
- Wallfahrtskirche Maria Schnee, Kreuzweg und Kapelle in Malenisko, erbaut 1750
- Reste der Burg Rýsov und Naturdenkmal "Čertův kámen", nördlich des Ortes am Čertův kámen
- Reste der Burg Starý Světlov, nordöstlich des Dorfes an der Bába
- Trinkwassertalsperre Ludkovice